# Sjösala förlag
Sjösala förlag är ett svenskt bokförlag som startades 2011 med huvudkontor i Stavsnäs i Värmdö kommun. De ger ut allt från nyutgåvor av klassiker, biografier, skönlitteratur samt böcker om samhällsdebatt med fokus på rättvisefrågor. Sjösala förlag har bland annat givit ut böcker från Linda Skugge, Jens Holm, Åsa Romson och Evy Palm.